# Iranildo Conceição
Iranildo Conceição Espíndola(Silvânia, GO, 24 de janeiro de 1969), radicado no Distrito Federal, é um mesa-tenista paralímpico brasileiro.
Conquistou a medalha de bronze nos Jogos Paralímpicos de Verão de 2016 no Rio de Janeiro, representando seu país na categoria classes 1-2 por equipes masculino.

## Trajetória esportiva

### Início
Quando criança, Iranildo tinha o sonho de um dia fazer parte da Seleção Brasileira de Futebol, e chegou a ser jogador de futebol. Mas em 1995, aos 26 anos, ao furar uma onda na praia, sofreu um grave acidente que  deixou-o paraplégico. Mesmo após a perda da mobilidade dos membros superiores e inferiores, conseguiu recuperar parte dos movimentos dos braços e das mãos e encontrou na raquete a chance de resgatar seu desejo de representar o Brasil no esporte.

#### Alguns títulos
- Enacampeão Brasileiro individual (2000 a 2009)
- Pentacampeão Sul-Americano individual (2001, 2002, 2004 e 2006)
- Tricampeão Pan-Americano (2003, 2005 e 2007) no individual e tricampeão em dupla